# متیو مرسر
متیو مرسر (انگلیسی: Matthew Mercer؛ زادهٔ ۲۹ ژوئن ۱۹۸۲) صداپیشه، بازیگر، تهیه‌کننده تلویزیونی، فیلم‌نامه‌نویس، کارگردان فیلم، کارگردان تلویزیونی و مؤلف اهل ایالات متحده آمریکا است.
از فیلم‌ها یا برنامه‌های تلویزیونی که وی در آن نقش داشته‌است می‌توان به رزیدنت ایول: نفرین‌شدگی اشاره کرد.